# Андрес Роа
Андрес Роа (ісп. Andrés Roa, нар. 25 травня 1993, Сабаналарга) — колумбійський футболіст, півзахисник клубу «Депортіво Калі».
Виступав, зокрема, за клуби «Уніаутонома» та «Уніон Магдалена», а також національну збірну Колумбії.

## Клубна кар'єра
У дорослому футболі дебютував 2013 року виступами за команду клубу «Уніаутонома», в якій того року взяв участь у 40 матчах чемпіонату.  Більшість часу, проведеного у складі, був основним гравцем команди.
Своєю грою за цю команду привернув увагу представників тренерського штабу клубу «Уніон Магдалена», до складу якого приєднався 2014 року. Відіграв за команду із Санта-Марти наступний сезон та вісімнадцять матчів.
До складу клубу «Депортіво Калі» приєднався 2015 року. Відтоді встиг відіграти за команду з Калі 46 матчів в національному чемпіонаті.

## Виступи за збірну
2015 року дебютував в офіційних матчах у складі національної збірної Колумбії. Наразі провів у формі головної команди країни 2 матчі.
У складі збірної був учасником Кубка Америки 2016 року в США, на якому команда здобула бронзові нагороди.

## Титули і досягнення

### Клубні
- «Депортіво Калі»

Чемпіон Колумбії (1): 2015-I
Переможець Суперліги Колумбії (1): 2014

### Збірна
- Колумбія

Бронзовий призер Кубка Америки: 2016